# 东城街道 (凌源市)
东城街道，是中华人民共和国辽宁省朝阳市凌源市下辖的一个乡镇级行政单位。

## 行政区划
东城街道下辖以下地区：
仪表社区、鑫泰社区、安居社区、高杖子社区、单家店社区、东五官村、房申村、辛杖子村、五里堡村和瓦庙子村。